# Age of Empires
Age of Empires, còn được biết đến ở Việt Nam với tên gọi "Đế chế", là một dòng trò chơi điện tử chiến thuật thời gian thực mang tính chất lịch sử, ban đầu do Ensemble Studios phát triển và Xbox Game Studios phát hành. Phần đầu tiên của dòng trò chơi là Age of Empires, ra mắt vào năm 1997. Đến nay dòng trò chơi đã có tám tựa game được phát hành.
Age of Empires tập trung vào các sự kiện lịch sử ở châu Âu, châu Phi và châu Á từ thời đại đồ đá đến thời đại đồ sắt; bản mở rộng của trò chơi tìm hiểu sự hình thành và phát triển của Đế quốc La Mã. Phần thứ hai, Age of Empires II: The Age of Kings, lấy bối cảnh thời kỳ Trung Cổ, còn bản mở rộng của nó thì tập trung vào cuộc chinh phục Mexico của Tây Ban Nha. Age of Empires III và các bản mở rộng của nó xoay quanh thời kỳ cận đại khi Chủ nghĩa thực dân châu Âu tại châu Mỹ và một số nước châu Á đang suy thoái. Phần mới nhất của dòng trò chơi, Age of Empires Online, có lối chơi khác với các phần trước vì là một trò chơi trực tuyến miễn phí sử dụng Games for Windows Live. Một trò chơi spin-off với tên gọi Age of Mythology có cùng khung thời gian với phần đầu tiên Age of Empires, nhưng tập trung vào các yếu tố của thần thoại Hy Lạp, Ai Cập và Bắc Âu. Trò chơi chính thứ thư của dòng trò chơi, Age of Empires IV, hiện đang trong quá trình phát triển.
Dòng trò chơi Age of Empires đã đạt thành công lớn về mặt thương mại với hơn 25 triệu bản được tiêu thụ. Các nhà phê bình cho rằng sự thành công này một phần xuất phát từ yếu tố lịch sử và lối chơi công bằng; các đối thủ do trí thông mình nhân tạo điều khiển của người chơi không có nhiều lợi thế như ở các trò chơi khác.

## Danh sách trò chơi
| 1997 | Age of Empires                                                      |
| 1998 | Age of Empires: The Rise of Rome                                    |
| 1999 | Age of Empires II                                                   |
| 2000 | Age of Empires II: The Conquerors                                   |
| 2001 |                                                                     |
| 2002 | Age of Mythology                                                    |
| 2003 | Age of Mythology: The Titans                                        |
| 2004 |                                                                     |
| 2005 | Age of Empires II Mobile                                            |
| 2005 | Age of Empires III                                                  |
| 2006 | Age of Empires II Deluxe Edition Mobile                             |
| 2006 | Age of Empires: The Age of Kings                                    |
| 2006 | Age of Empires III: The WarChiefs                                   |
| 2007 | Age of Empires III: The Asian Dynasties                             |
| 2007 | Age of Empires III (J2ME)                                           |
| 2008 | Age of Empires: Mythologies                                         |
| 2009 |                                                                     |
| 2010 | Age of Empires III: The Asian Dynasties (J2ME)                      |
| 2011 | Age of Empires Online                                               |
| 2012 |                                                                     |
| 2013 | Age of Empires II: HD Edition                                       |
| 2013 | Age of Empires II: The Forgotten                                    |
| 2014 | Age of Mythology: Extended Edition                                  |
| 2014 | Age of Empires: Castle Siege                                        |
| 2015 | Age of Empires II: The African Kingdoms                             |
| 2015 | Age of Empires: World Domination                                    |
| 2016 | Age of Mythology: Tale of the Dragon                                |
| 2016 | Age of Empires II: Rise of the Rajas                                |
| 2017 |                                                                     |
| 2018 | Age of Empires: Definitive Edition                                  |
| 2019 | Age of Empires II: Definitive Edition                               |
| 2020 | Age of Empires III: Definitive Edition                              |
| 2021 | Age of Empires II: Definitive Edition - Lords of the West           |
| 2021 | Age of Empires III: Definitive Edition - United States Civilization |
| 2021 | Age of Empires III: Definitive Edition - The African Royals         |
| 2021 | Age of Empires II: Definitive Edition - Dawn of the Dukes           |
| 2021 | Age of Empires IV                                                   |

Dòng trò chơi tập trung vào các sự kiện trong suốt lịch sử nhân loại. Age of Empires xoay quanh các sự kiện từ thời đại đồ đá đến thời đại cổ điển ở châu Âu và châu Á. Bản mở rộng của trò chơi, The Rise of Rome, tìm hiểu sự hình thành và phát triển của Đế quốc La Mã. The Age of Kings và trò chơi spin-off trên Nintendo DS của nó lấy bối cảnh châu Âu và châu Á trong thời kỳ Trung Cổ. Bản mở rộng The Conquerors của The Age of Kings cũng diễn ra vào khoảng thời gian này, nhưng bổ sung các chiến dịch có liên quan đến El Cid, Attila và cuộc chinh phục Mexico của Tây Ban Nha. Age of Empires III và bản mở rộng đầu tiên của nó The WarChiefs lấy bối cảnh cuộc thực dân hóa châu Mỹ của châu Âu. Bản mở rộng thứ hai của 'Age of Empires III, The Asian Dynasties, thì nói về sự lên ngôi của châu Á trong cùng khoảng thời gian. Trò chơi spin-off Age of Mythology và bản mở rộng The Titans của nó diễn ra vào thời đại đồ đồng, nhưng tập trung vào khía cạnh thần thoại thay vì lịch sử.

### Dòng trò chơi chính

#### Age of Empires
Age of Empires, được phát hành vào ngày 26 tháng 10 năm 1997, là phần đầu tiên của dòng trò chơi, cũng như tựa game lớn đầu tiên mà Ensemble Studios phát triển. Trò chơi là một trong những tựa game chiến thuật thời gian thực dựa trên lịch sử đầu tiên được sản xuất, và sử dụng engine Genie. GameSpot miêu tả trò chơi là sự kết hợp của Civilization và Warcraft. Người chơi phát triển một trong 12 nền văn minh từ thời đại đồ đá đến thời đại đồ sắt. Bản mở rộng The Rise of Rome, được Microsoft phát hành vào ngày 31 tháng 10 năm 1998, bổ sung một số tính năng và bốn nền văn minh mới, trong đó có La Mã. Mặc dù ban đầu hai trò chơi có khá nhiều lỗi nhưng các bản vá đã được cung cấp để khắc phục chúng.
Age of Empires nhìn chung nhận được phản hồi tích cực, tuy có một số bài đánh giá rất tiêu cực. GameSpot cho rằng trò chơi được thiết kế một cách thiếu định hướng, còn Computer and Video Games lại khen ngợi trò chơi cả về mặt chơi đơn lẫn nhiều người chơi. Học viện Nghệ thuật và Khoa học Tương tác đã vinh danh Age of Empires là trò chơi máy tính chiến thuật của năm 1998. Trò chơi giữ vị trí cao trên các bảng xếp hạng doanh số trong nhiều năm, và đến năm 2000 đã tiêu thụ được 3 triệu bản. The Rise of Rome cũng bán được 1 triệu bản trong năm 2000 và nhận được 80% phản hồi tích cực theo tổng hợp của GameRankings.
Tháng 6 năm 2017, Adam Isgreen, giám đốc sáng tạo của Xbox Game Studios công bố Age of Empires: Definitive Edition tại Electronic Entertainment Expo 2017. Phiên bản này thay đổi hoàn toàn đồ họa, nâng cấp các bài hát nhạc nền cũng như cải tiến lối chơi của Age of Empires, và được phát hành vào ngày 20 tháng 2 năm 2018 trên Microsoft Store, mặc dù ngày phát hành theo thông báo ban đầu là 19 tháng 10 năm 2017. Ngày 30 tháng 5 năm 2019, Microsoft thông báo trò chơi sẽ sớm có mặt trên Steam trong tương lai gần cùng với phiên bản Definitive Edition của Age of Empires II và Age of Empires III.

#### Age of Empires II
Age of Empires II: The Age of Kings, được phát hành vào ngày 30 tháng 9 năm 1999, tiếp tục sử dụng engine Genie và có lối chơi tương tự như phần trước. Age of Kings lấy bối cảnh thời kỳ Trung Cổ, cụ thể là từ thời kỳ Tăm tối (Dark Age) đến thời kỳ Đế quốc (Imperial Age). Người chơi có thể chọn một trong 13 nền văn minh của châu Âu, châu Á và Trung Đông.
Ngày 24 tháng 8 năm 2000, Microsoft phát hành bản mở rộng The Conquerors cho trò chơi. Bản mở rộng này bổ sung các đơn vị quân và năm nền văn minh mới, trong đó có các nền văn minh Trung Bộ châu Mỹ Maya và Aztec. The Age of Kings nhận được phản hồi tích cực hơn so với phần trước với điểm số trên Game Rankings và Metacritic là 92%. Microsoft đã giao hơn 2 triệu bản đến các cửa hàng bán lẻ, và trò chơi đã nhận được nhiều giải thưởng. Các nhà phê bình đều cho rằng The Conquerors đã thành công trong việc mở rộng The Age of Kings, mặc dù có một số vấn đề về sự không cân bằng trong lối chơi. The Age of Kings và The Conquerors lần lượt nhận được giải trò chơi máy tính chiến thuật của năm 2000 và 2001 của Học viện Nghệ thuật và Khoa học Tương tác.
Tháng 4 năm 2013, Age of Empires II: HD Edition được phát hành trên Steam cho các hệ điều hành Windows. Phiên bản này bao gồm cả trò chơi gốc và bản mở rộng The Conquerors, đồng thời nâng cấp đồ họa để tương thích với màn hình có độ phân giải cao. Tháng 11 năm 2013, bản mở rộng thứ hai của Age of Empires II với tên gọi The Forgotten được phát hành dành riêng cho phiên bản HD Edition. Tháng 11 năm 2015, Microsoft tiếp tục phát hành bản mở rộng thứ ba The African Kingdoms cho phiên bản HD. Bản mở rộng thứ tư Rise of the Rajas được phát hành vào ngày 19 tháng 12 năm 2016.
Ngày 21 tháng 8 năm 2017, Microsoft công bố Age of Empires II: Definitive Edition. Tháng 6 năm 2019, tại Electronic Entertainment Expo 2019, Adam Isgreen, giám đốc sáng tạo của thương hiệu Age of Empires, xác nhận phiên bản này được Forgotten Empires, Tantalus Media và Wicked Witch Software phát triển. Các tính năng mới bao gồm độ phân giải 4K, hỗ trợ nhiều người chơi thông qua Xbox Live, bốn nền văn minh mới,, ba chiến dịch mới, chế độ theo dõi cũng như các cải tiến về lối chơi khác. Sau đó, Bert Beeckman, đồng sáng lập của Forgotten Empires, xác nhận rằng Age of Empires II: HD Edition sẽ không bị ngừng bán sau khi Age of Empires II: Definitive Edition được phát hành. Age of Empires II: Definitive Edition được phát hành vào ngày 14 tháng 11 năm 2019.

#### Age of Empires III
Age of Empires III được phát hành vào ngày 18 tháng 10 năm 2005 và được phát triển dựa trên. Trò chơi lấy bổi cảnh giai đoạn 1421 đến 1850, và người chơi có thể chọn một trong tám quốc gia châu Âu. Trò chơi có nhiều tính năng mới so với các phần trước, như các home city (thành phố nước mẹ). Được Ensemble Studios miêu tả là một "hệ thống hỗ trợ quan trọng cho những nỗ lực của người chơi ở Tân Thế giới", các home city cung cấp tài nguyên, thiết bị, binh lính và các nâng cấp. Người chơi có thể sử dụng home city trong nhiều màn chơi khác nhau và nâng cấp home city sau mỗi trận chiến. Tính năng này được Ensemble Studios so sánh như một nhân vật trong thể loại trò chơi nhập vai.
Bản mở rộng đầu tiên của Age of Empires III, The WarChiefs, được phát hành vào ngày 17 tháng 10 năm 2006. Bản mở rộng này chỉ thay đổi rất ít lối chơi của tựa game, nhưng đã bổ sung ba nền văn minh mới tập trung vào thổ dân châu Mỹ. Bản mở rộng thứ hai, The Asian Dynasties, được phát hành vào ngày 23 tháng 10 năm 2007. Bản mở rộng này do Big Huge Games và Ensemble Studios phối hợp phát triển, và Brian Reynolds đã tham gia cùng Bruce Shelley trong cương vị chỉ đạo thiết kế. The Asian Dynasties mở rộng thế giới của Age of Empires III sang châu Á và bổ sung ba nền văn minh mới.
Age of Empires III nhận được phản hồi trái chiều; Game Revolution nhận xét trò chơi "thú vị ngang một quyển sách giáo khoa lịch sử", trong khi GameZone lại cho rằng đây là "một trong những trò chơi có đồ họa đẹp nhất trên thị trường hiện nay". Trò chơi đã bán được hơn 2 triệu bản và được GameSpy trao giải trò chơi chiến thuật thời gian thực của năm. The WarChiefs không đạt được thành công như trò chơi chính với điểm số thấp hơn trên cả Rankings lẫn Metacritic, The Asian Dynasties nhận được điểm số còn thấp hơn với 80%.
Năm 2008, Microsoft thông báo Ensemble Studios sẽ đóng cửa sau khi Halo Wars được hoàn thành. Một số nhân viên của studio sẽ trở thành một đội ngũ mới của Microsoft Studios. Kevin Unangst, giám đốc Games for Windows, khẳng định rằng đây không phải là kết thúc của dòng trò chơi Age of Empires, và choThe San Francisco Chronicle biết rằng họ "rất đón chờ tiềm năng trong tương lai của Age of Empires". Edge đã xác nhận trong một cuộc phỏng vấn với Shane Kim, phó chủ tịch mảng giải trí tương tác của Microsoft, rằng Microsoft vẫn sở hữu Age of Empires và có kế hoạch tiếp tục phát triển dòng trò chơi. Tuy nhiên Bruce Shelley đã viết trong một bài blog rằng anh sẽ không tham gia vào bất cứ studio mới nào mà Microsoft thành lập.
Ngày 21 tháng 8 năm 2017, Microsoft công bố Age of Empires III: Definitive Edition. Cùng với phiên bản Definitive Edition của Age of Empires và Age of Empires II, phiên bản này cũng sẽ được phát hành trên Steam. Ngày 23 tháng 1 năm 2020, Microsoft thông báo giai đoạn beta giới hạn của trò chơi sẽ bắt đầu từ tháng 2. Người chơi có thể đăng ký trên trang web chính thức và tùy chỉnh thiết lập hồ sơ của mình để có cơ hội nhận được lời mời tham gia qua email. Bản beta sẽ được phát hành trên cả Steam và Microsoft Store, và mỗi phiên beta sẽ bao gồm một phần nhỏ của trò chơi. Cũng sẽ có các phiên beta cho các chiến dịch nhưng chúng sẽ còn giới hạn người tham gia hơn. Phiên beta giới hạn đầu tiên bắt đầu vào ngày 11 và kết thúc vào ngày 19 tháng 2 năm 2020. Phiên beta thứ hai với chế độ nhiều người chơi kéo dài từ ngày 31 tháng 3 đến ngày 7 tháng 4 năm 2020.

#### Age of Empires IV
Ngày 21 tháng 8 năm 2017, Microsoft công bố Age of Empires IV, phần thứ tư của dòng trò chơi do Relic Entertainment phát triển. Phó chủ tịch mảng trò chơi điện tử của Microsoft Phil Spencer đã xác nhận vào tháng 6 năm 2019 rằng trò chơi vẫn đang trong quá trình phát triển và họ sẽ cung cấp thêm thông tin vào cuối năm. Ngày 14 tháng 11 năm 2019, video lối chơi của Age of Empires IV được trình chiếu tại sự kiện XO19. Video cho thấy một trận chiến thời Trung Cổ giữa Anh và Mông Cổ. Theo các tin đồn, Age of Empires IV sẽ được phát hành vào năm 2021.

### Trò chơi spin-off
Age of Mythology có lối tương tự với dòng trò chơi chính, và thường được xem là một phần của dòng trò chơi mặc dù tập trung vào một khía cạnh khác. Chiến dịch của Age of Mythology kể về một công dân của Atlantis tên là Arkantos và cuộc hành trình đi tìm lý do vì sao người dân Atlantis không còn được Poseidon ưu ái của anh. Microsoft phát hành trò chơi vào ngày 30 tháng 10 năm 2002, và bản mở rộng The Titans vào ngày 21 tháng 10 năm 2003. The Titans bổ sung người dân Atlantis với tư cách một nền văn minh mới. Chiến dịch của bản mở rộng này xoay quanh Kastor, con trai của Arkantos, người bị các titan đánh lừa và thả chúng ra khỏi Tartarus. Age of Mythology bán được hơn 1 triệu bản trong vòng bốn tháng và nhận được 89% đánh giá tích cực trên Game Rankings và Metacritic. The Titans không đạt được thành công tương tự về mặt thương mại, nhưng các nhà phê bình vẫn đánh giá cao về bản mở rộng này.
Age of Empires: The Age of Kings là một trò chơi chiến thuật theo lượt dành cho hệ máy Nintendo DS do Backbone Entertainment phát triển, và được Majesco Entertainment phát hành vào ngày 14 tháng 2 năm 2006. Trò chơi có những điểm tương đồng với các tựa game chiến thuật theo lượt khác như Advance Wars, nhưng lối chơi của trò chơi vẫn được dựa theo bản gốc của nó trên PC. Age of Empires: The Age of Kings nhận được 80% phản hồi tích cực trên Game Rankings và Metacritic.
Ngày 16 tháng 8 năm 2010, Microsoft công bố Age of Empires Online, một trò chơi trực tuyến miễn phí trên Games for Windows Live mà công ty phối hợp sản xuất cùng Robot Entertainment. Người chơi điều khiển một thủ đô vận hành liên tục ngay cả khi họ không trực tuyến, tham gia các nhiệm vụ nhiều người chơi, giao thương với những người chơi khác và tăng cấp cho bản thân. Người chơi cũng có thể trả tiền để mua nội dung cao cấp như các vật phẩm đặc biệt cũng như các nhiệm vụ và tính năng bổ sung. Tháng 9 năm 2013, trò chơi được công bố là sẽ vận hành cho đến ngày 1 tháng 7 năm 2014 và sau đó sẽ ngừng hoạt động.
Ngày 13 tháng 4 năm 2014, Age of Empires: World Domination, một trò chơi dành cho iOS, Android và Windows Phone do KLab Games phát triển được công bố. Trò chơi được phát hành vào ngày 7 tháng 12 năm 2015, và ngừng hoạt động vào ngày 30 tháng 11 năm 2016. Ngày 25 tháng 8 năm 2014, Age of Empires: Castle Siege, một trò chơi dành cho màn hình cảm ứng do Smoking Gun Interactive phát triển, được công bố. Trò chơi được phát hành vào ngày 17 tháng 9 năm 2014 trên Windows PC và Windows Phone 8.

## Phát triển

### Yếu tố lịch sử
Quá trình phát triển của các trò chơi Age of Empires có nhiều điểm giống nhau. Do các trò chơi được dựa trên lịch sử, đội ngũ phát triển thường phải tiến hành rất nhiều nghiên cứu. Tuy nhiên những nghiên cứu đó không đi quá sâu, một việc mà Bruce Shelley, nhà thiết kế của Age of Empires, xem là "một điều tốt đối với hầu hết các sản phẩm giải trí." Shelley cũng cho biết Ensemble Studios chủ yếu tham khảo lịch sử từ khu vực sách thiếu nhi của các thư viện. Anh chỉ ra rằng mục đích của các trò chơi là phục vụ trải nghiệm của người chơi chứ "không phải phục vụ các nhà thiết kế và nghiên cứu của nó." Tại sự kiện Games Convention Developers Conference năm 2007, Shelley nói thêm về điều này, rằng thành công của Age of Empires xuất phát từ việc các trò chơi "được thiết kế để thu hút cả người chơi bình thường lẫn người chơi kỳ cựu." Shelley cũng nhận xét rằng dòng trò chơi không nói về lịch sử đơn thuần, mà "về trải nghiệm của con người;" họ không chỉ tập trung vào những gì loài người đã làm được, mà còn vào những gì loài người có thể làm được trong tương lai như "du hành vũ trụ." Ensemble Studios phát triển Age of Mythology theo một cách tiếp cận khác vì cho rằng việc sản xuất ba trò chơi mang tính lịch sử liên tiếp không phải là một ý hay. Vì vậy sau khi thảo luận một số phương án, đội ngũ phát triển đã lựa chọn thần thoại làm bối cảnh cho trò chơi.

### Trí thông minh nhân tạo
Trí thông minh nhân tạo (AI) trong Age of Empires được các nhà thiết kế của dòng trò chơi phát triển và cải tiến liên tục. Chuyên gia AI Dave Pottinger cho biết đội ngũ phát triển đã đặt trọng tâm rất lớn vào AI của phần đầu tiên khi dành hơn một năm để xây dựng nó. Anh cho rằng AI của trò chơi dùng chiến thuật để đạt được chiến thắng thay vì "gian lận" bằng cách tự cho mình tài nguyên hoặc điều chỉnh các đơn vị quân của mình mạnh lên. Pottinger cũng nói rằng đội ngũ phát triển Age of Empires rất tự hào về việc AI của họ "chơi công bằng" vì nó không hề biết người chơi đang làm gì và cũng tuân theo các luật lệ được đặt ra cho người chơi.
Trong các trò chơi Age of Empires, người chơi có thể chọn làm các nhiệm vụ thuộc chiến dịch có cốt truyện, hoặc thi đấu với các đối thủ do AI hoặc những người chơi khác điều khiển. Nếu người chơi thi đấu với AI thay vì đi theo cốt truyện, AI sẽ thích nghi với các chiến thuật của người chơi và thậm chí nhớ được mình đã thắng và thua những trận nào. Dần dần AI xử lý được những chiến thuật đó và dễ dàng đánh bại người chơi sau vài trận đấu.
Trong Age of Empires II: The Conquerors, việc phát triển AI được ưu tiên hàng đầu, kết quả là sự ra đời của tính năng "người dân thông minh" (smart villager). Sau khi xây một tòa nhà có chức năng chứa hoặc sản xuất tài nguyên, người dân thông minh sẽ tự động thu hoạch các tài nguyên có liên quan xung quanh tòa nhà đó, chẳng hạn như lương thực từ các cánh đồng hay quặng từ các mỏ. Tính năng này sau đó được sử dụng trong tất cả các phần tiếp theo của dòng trò chơi.
Age of Mythology: The Titans cho phép người chơi sử dụng trình gỡ lỗi AI khi tạo một chiến dịch mới; cụ thể là thay đổi tùy chỉnh của các đối thủ do AI điều khiển để khiến chúng hành động theo một cách nhất định. Trước đó, một số cải tiến nhỏ về AI đã được bổ sung vào hai phần đầu tiên của dòng trò chơi.

### Đồ họa và hình ảnh
Đồ họa và hình ảnh của dòng trò chơi Age of Empires được cải tiến theo từng tựa game được phát hành. Từ phần đầu tiên Age of Empires đến phần thứ hai Age of Empires II: The Age of Kings, các cải tiến về mặt đồ họa đã được các nhà phê bình khen ngợi. Age of Mythology tiếp tục được đánh giá cao, và Age of Empires III còn nhận được nhiều lời khen hơn.
Sự cải tiến về mặt đồ họa ở phần thứ hai, Age of Empires II: The Age of Kings được GameSpot khen ngợi. Eurogamer hoan nghênh việc trò chơi đã bổ sung người dân nữ, sau khi các phần trước chỉ có người dân nam. Allgame thì đánh giá cao hệ thống tạo nhóm và tìm đường tân tiến của trò chơi. Mặc dù đồ họa đã được cải tiến, Allgame vẫn phản ánh việc các đơn vị quân trong trò chơi nhiều khi khó phân biệt với nhau, một ý kiến được nhiều nhà phê bình khác tán thành. Mặc dù vậy, Game Revolution vẫn nhận xét rằng Age of Empires II là "trò chơi chiến thuật thời gian thực 2D có đồ họa đẹp nhất hiện giờ."
Đồ họa của dòng trò chơi tiếp tục được cải tiến ở Age of Mythology và được phần lớn các nhà phê bình đánh giá cao. IGN nhận xét đồ họa của trò chơi là "tuyệt vời." GameSpot tán thành với ý kiến này và cho đồ họa của trò chơi 9 trên 10 điểm. Game Revolution cũng đồng ý, và PC Gamer thì nhận xét đồ họa của trò chơi "hết sức chi tiết."
Xu hướng này được tiếp tục ở Age of Empires III. IGN nhận xét, "Sau khi xem ảnh chụp màn hình, chúng tôi đã kinh ngạc trước mức độ chi tiết của đồ họa." 1UP.com đánh giá Age of Empires III là "một trong những trò chơi có đồ họa đẹp nhất mà bạn sẽ cài đặt trên máy tính của mình trong tương lai gần." GameSpy tán thành với ý kiến này và cho rằng "đồ họa của Age III không có đối thủ trong thể loại chiến thuật." Age of Empires III phát triển và bổ sung nhiều tính năng vào đồ họa của Age of Mythology, chẳng hạn như phần mềm mô phỏng vật lý Havok đối với phiên bản Windows và engine PhysX đối với phiên bản Mac OS X. Kết quả là thay vì rập khuôn, chuyển động của các sự kiện được tính toán bằng engine vật lý. Nhờ đó, cảnh một tòa nhà bị phá hủy hay một cái cây ngã xuống không cần phải được kết xuất sẵn. GameSpot cũng đánh giá cao đồ họa của Age of Empires III nhưng phê bình rằng "cử động của các đơn vị quân còn gượng gạo." GameSpy đã trao giải "đồ họa xuất sắc nhất" cho Age of Empires III trong khuôn khổ giải thưởng "Trò chơi của năm 2005" của mình.

### Âm nhạc
Stephen Rippy là chỉ đạo âm nhạc của dòng trò chơi ngay từ phần đầu tiên. Anh cũng được sự hỗ trợ của em trai mình, David Rippy, cũng như của Kevin McMullan. Anh đã sáng tác nhạc nền của Age of Empires từ những bản nhạc không lời của các giai đoạn lịch sử trong trò chơi. Những âm thanh này được tạo ra bằng các nhạc cụ thật, cũng như từ sampler kỹ thuật số. Các giai điệu đó là kết quả của việc nghiên cứu kỹ càng các nền văn hóa, phong cách nghệ thuật và nhạc cụ được sử dụng. Rippy cho biết việc phát triển âm thanh cho The Age of Kings dễ dàng hơn bởi lịch sử có ghi lại những nhạc cụ nào đã được sử dụng trong thời kỳ Trung Cổ. Nhờ đó họ có thể tái tạo những giai điệu đó để làm nhạc nền cho trò chơi. Trong Age of Mythology, đội ngũ phát triển chuyển sang sử dụng nhạc cụ giao hưởng. Theo McMullan, họ cũng đã thu thập một số lượng lớn bản ghi âm từ các vườn thú để tạo ra một "thư viện âm thanh khổng lồ của riêng mình." Âm nhạc của Age of Empires III tương tự với The Age of Kings; đội ngũ phát triển cũng đã sử dụng các nhạc cụ lịch sử nhiều hơn, chẳng hạn như kèn túi và trống để tạo cảm giác chân thực.

### Hợp tác
Ensemble Studios đã hợp tác với Big Huge Games để phát triển The Asian Dynasties, bản mở rộng thứ hai của Age of Empires III. Đây là lần đầu tiên cả hai bên hợp tác với một studio khác. Lý do của việc này là Ensemble Studios đang thực hiện nhiều dự án khác—đặc biệt là Halo Wars—còn đội ngũ phát triển trò chơi chiến thuật thời gian thực của Big Huge Games thì đang không có nhiều dự án. Big Huge Games đảm nhận hầu hết việc phát triển trò chơi, nhưng các nhà thiết kế của Ensemble Studios Greg Street và Sandy Petersen đã tham gia vào quá trình lên ý tưởng, và có quyền quyết định với sản phẩm cuối cùng. Cả hai studio đã tham gia quá trình thử nghiệm trước khi trò chơi được phát hành.

## Sự đón nhận và tầm ảnh hưởng
| Trò chơi                                                     | GameRankings | Metacritic |
| ------------------------------------------------------------ | ------------ | ---------- |
| Age of Empires (1997)                                        | 87%          | 83         |
| Age of Empires: The Rise of Rome (1998)                      | 80%          | –          |
| Age of Empires II: The Age of Kings (1999)                   | 92%          | 92         |
| Age of Empires II: The Conquerors (2000)                     | 89%          | 88         |
| Age of Empires III (2005)                                    | 82%          | 81         |
| Age of Empires: The Age of Kings (2006) (Nintendo DS)        | 80%          | 80         |
| Age of Empires III: The WarChiefs (2006)                     | 81%          | 81         |
| Age of Empires III: The Asian Dynasties (2007)               | 80%          | 80         |
| Age of Empires III: The Age of Discovery (2007) (Board Game) | -            | -          |
| Age of Empires Online (2011)                                 | 71%          | 70         |
| Age of Empires II: HD Edition (2013)                         | 71%          | 68         |
| Age of Empires II: The Forgotten (2013)                      | –            | –          |
| Age of Empires: Castle Siege (2014)                          | 40%          | –          |
| Age of Empires II: The African Kingdoms (2015)               | -            | -          |
| Age of Empires: World Domination (2015)                      | -            | -          |
| Age of Empires II: Rise of the Rajas (2016)                  | -            | -          |
| Age of Empires: Definitive Edition (2018)                    | 65%          | 69         |
| Age of Empires II: Definitive Edition (2019)                 | 69%          | 81         |
| Age of Mythology (2002)                                      | 89%          | 89         |
| Age of Mythology: The Titans (2003)                          | 83%          | 84         |
| Age of Mythology: The Boardgame (2003)                       | -            | -          |
| Age of Empires: Mythologies (2008) (Nintendo DS)             | 79%          | 78         |
| Age of Mythology: Extended Edition (2014)                    | 69%          | 66         |
| Age of Mythology: Tale of the Dragon (2016)                  | -            | -          |

Dòng trò chơi Age of Empires đã đạt thành công lớn về mặt thương mại. Tính đến năm 2008, tất cả năm phần của dòng trò chơi đều đã tiêu thụ được hơn 1 triệu bản. Theo Gamasutra, tính đến năm 2000, Age of Empires đã bán được hơn 3 triệu bản, còn The Rise of Rome thì đã bán được trên 1 triệu bản. Cũng trong khoảng thời gian này, Microsoft thông báo rằng hai 2 triệu bản The Age of Kings đã được tiêu thụ. Năm 2003, Microsoft thông báo Age of Mythology đã bán được 1 triệu bản. Đến năm 2004—trước khi Age of Empires III được phát hành—dòng trò chơi đã bán được tổng cộng hơn 15 triệu bản. Ngày 18 tháng 5 năm 2007, Ensemble Studios thông báo 2 triệu bản Age of Empires III đã được bán. Về mặt đánh giá phê bình, các tựa game của dòng trò chơi đều nhận được điểm số cao trên các trang web tổng hợp đánh giá GameRankings và Metacritic. Trò chơi được đánh gia cao nhất là Age of Empires II: The Age of Kings với mức điểm 92% trên cả hai trang web.
Các nhà phê bình cho rằng Age of Empires đã có nhiều ảnh hưởng đến các trò chơi thuộc thể loại chiến thuật thời gian thực như Rise of Nations, Empire Earth và Cossacks. Star Wars: Galactic Battlegrounds cũng chịu ảnh hưởng của dòng trò chơi; nó cũng sử dụng engine Genie như Age of Empires và Age of Empires II: The Age of Kings, và được các nhà phê bình đánh giá là một bản sao của dòng trò chơi. Trong bài đánh giá Star Wars: Galactic Battlegrounds của mình, IGN mở đầu rằng "Tôi rất thích Age of Star Wars, ý tôi là Star Empires." GameSpot cũng nhận xét rằng "những yếu tố cơ bản của Age of Empires II được giữ nguyên trong Star Wars: Galactic Battlegrounds đến mức người chơi kỳ cựu của Age of Empires II có thể chơi được Star Wars: Galactic Battlegrounds ngay lập tức." Tháng 10 năm 2005, trong một bài phỏng vấn với GameSpy, Shelley bình luận về tầm ảnh hưởng của dòng trò chơi rằng nhiều bố mẹ "đã nói với Ensemble Studios là con của họ bắt đầu đọc sách về Hy Lạp cổ đại vì chúng thích đơn vị quân trireme, hoặc chúng muốn xem các quyển sách về thời kỳ Trung Cổ vì trò chơi đã cho chúng biết trebuchet là gì."
Shelley cho rằng chìa khóa thành công của dòng trò chơi là sự đổi mới thay vì bắt chước các trò chơi khác thuộc cùng thể loại. Anh cũng khẳng định các yếu tố độc đáo của dòng trò chơi "đã giúp gây tiếng vang cho Ensemble Studios là bậc thầy trong việc phát triển các trò chơi chiến thuật thời gian thực." Trong bài đánh giá The Age of Kings của mình, Mark Bozon của IGN nhận xét Age of Empires là một trong những dòng trò chơi chiến thuật thời gian thực trên PC có nhiều đổi mới nhất trong vòng một thập kỷ." Gamenikki gọi Ensemble Studios là "nhà phát triển đã làm nên tất cả" khi nói về những đóng góp của Age of Empires III vào việc thúc đẩy sự phát triển của thể loại chiến thuật thời gian thực. Shelley đã công nhận rằng thành công của Age of Empires giúp Ensemble sống sót qua được giai đoạn đầu sau khi được thành lập.
Age of Empires là một trong những lý do Bungie lựa chọn Ensemble Studios làm nhà phát triển cho Halo Wars, một trò chơi chiến thuật thời gian thực dựa trên dòng trò chơi Halo của mình.. Bungie cũng cho biết Ensemble là lựa chọn hoàn hảo để "hiện thực hóa ý tưởng ban đầu của Halo", đó là một trò chơi chiến thuật thời gian thực.